# 思想文化革命

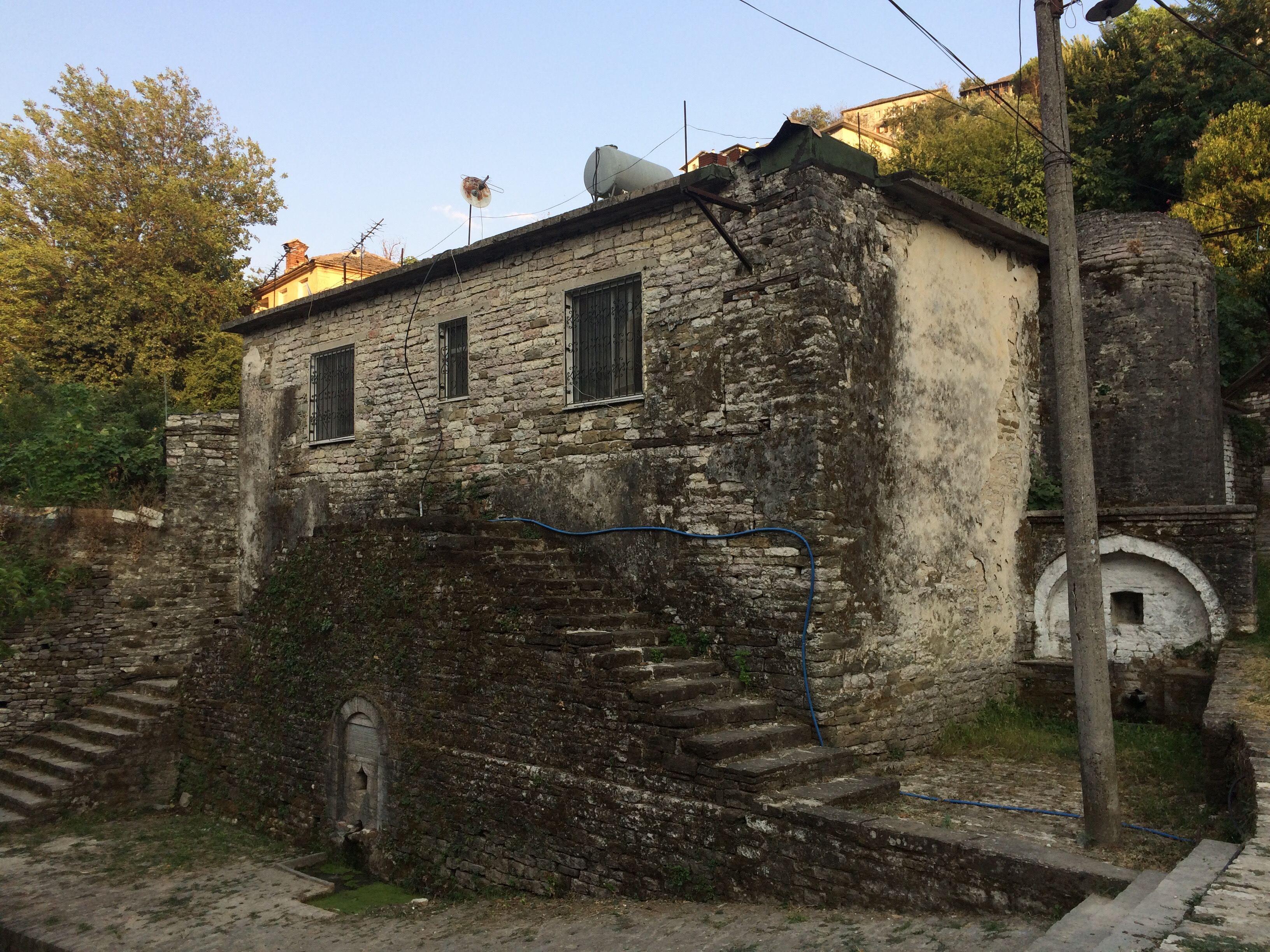
吉诺卡斯特的梅吉德清真寺（建于17世纪）的宣礼塔在思想文化革命中被拆除，清真寺主体被改建为住宅。

思想文化革命，又称文化革命（Revolucioni Kulturor），是阿尔巴尼亚社会主义人民共和国的一场政治和社会变革运动，由时任阿尔巴尼亚劳动党第一书记恩维尔·霍查发动。这场运动在一定程度上受到中国文化大革命的影响和启发。这场运动始于1967年2月6日霍查的一次讲话，旨在对军队（即阿尔巴尼亚人民军）、官僚体系和宗教生活进行彻底变革。在运动期间，阿尔巴尼亚传统的亲属关系受到冲击。这种关系曾以父权制家庭为中心，但在二战后，随着对氏族首领的镇压、农业集体化、工业化、农村向城市的人口迁移以及对宗教的打压，这一传统逐渐被削弱。这场运动还鼓励拥护共产主义的学生和工人采取更激进的手段来遏制宗教活动，尽管官方最初谴责使用暴力手段。